# San Damiano (Francia)
San Damiano (in francese San-Damiano, in corso San Damianu d'Ampugnani) è un comune francese di 44 abitanti situato nel dipartimento dell'Alta Corsica nella regione della Corsica.

## Società

### Evoluzione demografica
Abitanti censiti